# 51.ª División (Ejército Popular de la República)
La 51.ª División fue una de las divisiones del Ejército Popular de la República que se organizaron durante la guerra civil española sobre la base de las Brigadas Mixtas. Llegó a operar en el frente de Extremadura.

## Historial
Durante 1937 en el frente Norte ya había existido una división que empleó esta numeración.
El 15 de agosto de 1938 se le dio la numeración «51» a una nueva división en el frente de Extremadura. La unidad, que agrupaba a las brigadas mixtas 25.ª, 66.ª y 210.ª, quedó bajo el mando del mayor de milicias Antonio García Molina. Heredaba en parte la estructura de la antigua División del Zújar. La unidad tomó parte en los ataques republicanos sobre las posiciones franquistas en torno a Cabeza del Buey, que lograron recuperar parte del terreno perdido durante la anterior ofensiva franquista. Con posterioridad sería agregado al VII Cuerpo de Ejército, no llegando a tomar parte en operaciones militares de relevancia.

## Mandos
Comandantes
- mayor de milicias Antonio García Molina (desde abril de 1938);
- mayor de milicias Blas Coronado Martínez (desde enero de 1939);

Jefes de Estado Mayor
- capitán de milicias Serafín Pérez Rivera;

## Orden de batalla
| Fecha                 | Cuerpo de Ejército adscrito | Brigadas Mixtas integradas | Frente de batalla |
| --------------------- | --------------------------- | -------------------------- | ----------------- |
| 15 de agosto de 1938  | VIII Cuerpo de Ejército     | 25.ª, 66.ª y 210.ª         | Extremadura       |
| 23 de octubre de 1938 | VII Cuerpo de Ejército      | 66.ª, 115.ª y 21.ª         | Extremadura       |
| 13 de enero de 1939   | VII Cuerpo de Ejército      | 30.ª, 105.ª y 132.ª        | Extremadura       |